# Ferula olivacea
Ferula olivacea là một loài thực vật có hoa trong họ Hoa tán. Loài này được (Diels) H.Wolff mô tả khoa học đầu tiên năm 1933.